# 梁文豪
梁文豪（1992年7月6日—），出生於中國遼寧省撫順市，是短道速滑運動員。他在7歲時學習滑冰，11歲接觸短道速滑。2005年，年僅13歲的他進入省隊，在隨後的一年，他在全國聯賽成年組中取得第4。2009年的全國年青賽，他一舉拿下男子500米、1000米和1500米的冠軍。同年，他入選國家隊，又在世界杯的5000米接力賽取得銅牌。
2010年，梁文豪取得溫哥華冬季奧運會的參賽資格，他雖在500米和1000米的初賽和半決賽出局，卻在1500米成功躋身決賽，並取得第6名的成績。2011年的世界錦標賽中，他取得兩銀一銅。2012年，又在世界杯中取得一面銀牌。2014年，他第二度參加在俄羅斯索契舉行的冬季奧運會，他在男子1000米的預賽中出局。

## 資料來源
1. ↑  .   [2014-02-14]. （原始内容存档于2014-04-07）.
2. ↑  梁文豪玩耍之间发掘天赋 （页面存档备份，存于） 2010 3 22
3. ↑  短道1000米梁文豪受干扰出局 韩天宇武大靖晋级 （页面存档备份，存于） 2014 2 13